# 青木宥明
青木 宥明（あおき ひろあき、1937年4月18日- 2001年11月8日）は、静岡県出身のプロ野球選手（投手）。

## 経歴
神奈川工業から1956年に関東学院大学へ進学。横浜五大学野球リーグでは、エースとして3年次の1958年春季リーグのチーム初優勝と、その後の4連覇に貢献。2年次の1957年、1958年の全日本大学野球選手権大会に東部地区大学野球連盟代表として出場するが、いずれも1回戦で敗退。4年次の1959年春季リーグでは横浜国立大から完全試合を記録している。リーグ最優秀選手3回。大和証券をノーヒットノーランに抑えたこともあったが、大和の藤本英雄監督が「サイドからのシュートはプロ向きかな」と感じ、青木を自身の古巣である読売ジャイアンツに紹介している。
1959年オフに巨人へ入団し、1960年開幕3戦目の国鉄戦に大卒ルーキーとして初登板初先発を果たす。田所善治郎と投げ合い8回を無失点に抑え、9回に代打鵜飼勝美に適時打を喫し1失点も、完投を果たし勝利投手となる。大卒ルーキー初登板初先発勝利は巨人においては青木が達成して以後、2019年入団の髙橋優貴まで59年間出現していなかった。同年は6月までに5連勝を含む6勝を挙げるが、その後は故障もあって失速。2年目の1961年5月5日には、阪神の小山正明に投げ勝ち1-0で初完封を記録するが、度重なる故障により、3年目の1962年限りで現役を引退。
引退後は球団に残ってスカウトを務めたが、2001年11月8日午後2時40分、食道がんのため神奈川県平塚市の病院で死去。64歳没。

## 詳細情報

### 年度別投手成績
| 年 度     | 球 団     | 登 板 | 先 発 | 完 投 | 完 封 | 無 四 球 | 勝 利 | 敗 戦 | セ 丨 ブ | ホ 丨 ル ド | 勝 率 | 打 者 | 投 球 回 | 被 安 打 | 被 本 塁 打 | 与 四 球 | 敬 遠 | 与 死 球 | 奪 三 振 | 暴 投 | ボ 丨 ク | 失 点 | 自 責 点 | 防 御 率 | W H I P |
| --------- | --------- | ----- | ----- | ----- | ----- | -------- | ----- | ----- | -------- | ----------- | ----- | ----- | -------- | -------- | ----------- | -------- | ----- | -------- | -------- | ----- | -------- | ----- | -------- | -------- | ------- |
| 1960      | 巨人      | 23    | 10    | 1     | 0     | 0        | 6     | 2     | --       | --          | .750  | 277   | 64.2     | 62       | 4           | 19       | 0     | 4        | 33       | 0     | 0        | 32    | 27       | 3.76     | 1.25    |
| 1961      | 巨人      | 24    | 6     | 2     | 1     | 0        | 2     | 2     | --       | --          | .500  | 223   | 57.2     | 42       | 3           | 17       | 0     | 0        | 35       | 0     | 0        | 17    | 13       | 2.03     | 1.02    |
| 通算：2年 | 通算：2年 | 47    | 16    | 3     | 1     | 0        | 8     | 4     | --       | --          | .667  | 500   | 122.1    | 104      | 7           | 36       | 0     | 4        | 68       | 0     | 0        | 49    | 40       | 2.94     | 1.14    |

### 背番号
- 56 （1960年 - 1962年）